# Jessica Tremblay
Jessica Tremblay (née le 14 décembre 1973 à Chicoutimi) est une poétesse canadienne.

## Biographie
Jessica Tremblay habite à Montréal. 

## Prix littéraires
- Prix littéraire Damase-Potvin 1996 pour la nouvelle Au train où va la vie.